# L. Scott Caldwell
Laverne Scott Caldwell (født 17. april 1950 i Chicago, Illinois, USA) er en Tony Award-vindende amerikansk skuespillerinde, bedst kendt for rollen som Rose Henderson i American Broadcasting Companys dramaserie Lost.